# Nectophrynoides frontierei
Nectophrynoides frontierei és una espècie de gripau de la famíla dels bufònids.
És endèmica de Tanzània i va ser descoberta en la reserva natural d'Amani, a la muntanyes Usambara. El seu hàbitat natural inclou boscos secs tropicals o subtropicals i montans secs. Està amenaçada d'extinció.
Els únics exemplars coneguts es van recollir en un bosc submuntany tancat relativament a prop d'un rierol i d'una llera seca. Es desconeixen els seus requisits de cria, però se suposa que és ovovivípar, com altres membres del gènere, amb fecundació interna abans de donar a llum petits gripaus.

## Distribució
És coneguda només de la localitat tipus (Bosc d'Amani-Sigi, Reserva Natural d'Amani, Muntanyes Usambara Est, nord-est de Tanzània a 920 m d'altitud